# حامد یوسفی سیاهرودی
حامد یوسفی قهرمان ملی پوش و کاپیتان پیشین تیم ملی تکواندو در رده‌های سنی و دارنده عنوان‌های متعدد کشوری، آسیایی و بین‌المللی و همچنین دانش‌آموخته رشته تربیت بدنی است.
- کاپیتان تیم‌های ملی تکواندو نوجوانان و امید جمهوری اسلامی ایران
- مدال نقره مسابقات آسیا و اقیانوسیه ۲۰۰۱[۳]
- مدال طلای مسابقات صربستان مونتنگرو ۲۰۰۴
- مدال طلای مسابقات کرواسی ۲۰۰۵
- مدال برنز مسابقات چین مقدماتی المپیک ۲۰۰۸
- مالک اسبق باشگاه فرهنگی ورزشی سپیدرود[۴][۵]